# Thayadal nationalpark
Den 1.330 ha store Thayadal nationalpark ligger i grænseområdet mellem delstaten Niederösterreich (Østrig) og Tjekkiet, og den er sammenhængende med den tjekkiske Podyjí nationalpark. Thayatal med de stejlt beliggende skove er blandt de smukkeste gennembrudsdale i Østrig. Den største højde har Umlaufberg, der består af gnejs, og som floden Thaya løber rundt om (deraf navnet, idet Umlauf = ”omløb”).
Retsgrundlaget for denne nationalpark findes i den østrigske lov om nationalparker. Forbundstaten Østrig og delstaten Niederösterreich indgik aftale om det allerede i 1997. Den retter sig vidtgående efter de internationale kriterier for nationalparker, sådan som de er fastslået af International Union for Conservation of Nature and Natural Resources (IUCN). Man forudså allerede ved grundlæggelsen, at arealet skulle udvides til 1.700 ha.

## Placering
I nationalparken ligger foruden byen Hardegg også borgen af samme navn og borgruinen Kaja. Man kan komme direkte fra den østrigske del via Thayabroen, som danner statsgrænse, og ind i den tjekkiske nationalpark enten til fods eller på cykel.
Ud over dalens beliggenhed i forhold til solindstrålingen er også dalens form og undergrundens kemiske egenskaber medvirkende til den økologiske mangfoldighed.

## Opståen
Selv om den tjekkiske del af nationalparken er betydeligt ældre, går bestræbelserne for en fredning også langt tilbage i Østrig.
Da det blev kendt i 1984, at man ville bygge et kraftværk på den tjekkiske side af Thaya, opnåede private initiativer og byen Hardegg med held at hindre dette.
I årene 1988 og 1991 blev to områder langs Thaya bragt under naturbeskyttelse ved en forordning fra delstatsregeringen i Niederösterreich. Disse to områder blev forløbere for den nuværende nationalpark.
Da man havde skabt den tjekkiske del af nationalparken i 1991, blev det besluttet allerede i 1992 at stille den østrigske del under beskyttelse på tilsvarende måde.
Efter fremlæggelse af forskellige studier vedrørende mulighederne for virkeliggørelse og ved etablering af de lovmæssige rammebetingelser nåede man i 1997 frem til undertegnelse af en officiel aftale mellem forbundsrepublikken Østrig og delstaten Niederösterreich angående oprettelse af nationalparken.

## Flora
Den mindste nationalpark rummer halvdelen af alle de plantearter, der findes i Østrig. Årsagen ligger i, at området ligger på klimagrænsen mellem det mere barske og fugtige højlandsklima i Mellemeuropa og det kontinentalt påvirkede og mere tørre pannoniske klima. I den vestlige ende og på de skyggede nordvendte skråninger dominerer bøgeskovsamfund, hvor der foruden Almindelig Bøg også findes Ahorn, Almindelig Taks og Småbladet Elm. I skovbunden vokser Krans-Lilje, Peberbusk, Skovsyre, Tandrod, Enblomstret Flitteraks og som en sjældenhed Hvidgul Skovlilje (Cephalanthera damasonium).
Først og fremmest i den østlige ende af området finder man på de solvendte, meget tørre og varme sydhæld ege-avnbøgeskove. I veddet på væltede træer trives larver af eghjort.

## Fauna
Den sjældne steppeilder færdes i de større, varmt-tørre egeskove i den tjekkiske nationalpark. Blandt de øvrige pattedyr, fugle og krybdyr findes
- Brandts flagermus
- Bækforel
- Hvepsevåge
- Hærfugl
- Ildsalamander
- Isfugl
- Kamsalamander
- Odder
- Sort stork
- Stalling
- Stor hornugle
- Æskulapsnog
- Østlig smaragdfirben

Efter fjernelsen af jerntæppet har man igen kunnet se de ellers forsvundne dyrearter i Østrig: elg og vildkat.

## Galleri
|  |  |  |  |

## Filmografi
- Heinz Leger (instruktør): Das Tal an der Grenze: Nationalpark Thayatal, en dokumentarfilm på 50 min., Østrig, 2000
- Sabine Daxberger (instruktør): Im Reich der Wildkatze: 10 Jahre Nationalpark Thayatal, en dokumentarfilm på 23 min., Østrig, 2009

## Eksterne links
- Thayadal nationalparks egne netsider (tysk)
- Venner af Thayadalen Arkiveret 2. april 2016 hos  Wayback Machine (tysk)
- Fotografier fra Thayadal nationalparkl
- Nationalparkregionen Thayadal (tysk)
- Podyjí nationalparks egne netsider (tjekkisk)